# Sobór Zmartwychwstania Pańskiego w Jużnosachalińsku
Sobór Zmartwychwstania Pańskiego – prawosławny sobór w Jużnosachalińsku, katedra eparchii jużnosachalińskiej i kurylskiej.
Miejsce budowy soboru poświęcił w sierpniu 1990 metropolita wołokołamski i jurjewski Pitirim, jednak z powodu braku funduszy prace budowlane rozpoczęły się dopiero w 1992. Głównym sponsorem inwestycji był Gazprom, dary na budowę przekazywali również mieszkańcu Jużnosachalińska. Gotowa świątynia została poświęcona w święto Bożego Narodzenia w 1995. Sobór, zaprojektowany przez S. Miczenkę i budowany pod kierunkiem L. Siwki, początkowo naśladował swoim wyglądem styl staroruski, w szczególności architekturę prawosławnych cerkwi Nowogrodu Wielkiego. Został wzniesiony na planie krzyża z kopułą na przecięciu jego ramion. Jednorazowo w nabożeństwie w cerkwi mogło uczestniczyć 450 osób.
W latach 1997–1998 w podziemiach soboru urządzona została dolna cerkiew Odnowienia Świątyni Zmartwychwstania Pańskiego w Jerozolimie.
W 2002 przystąpiono do prac nad powiększeniem i przebudową świątyni, gdyż jej pierwotne rozmiary okazały się niewystarczające. Podjęto również prace nad wzniesieniem nowej dzwonnicy. Budowlę przebudowano w stylu neoruskim.

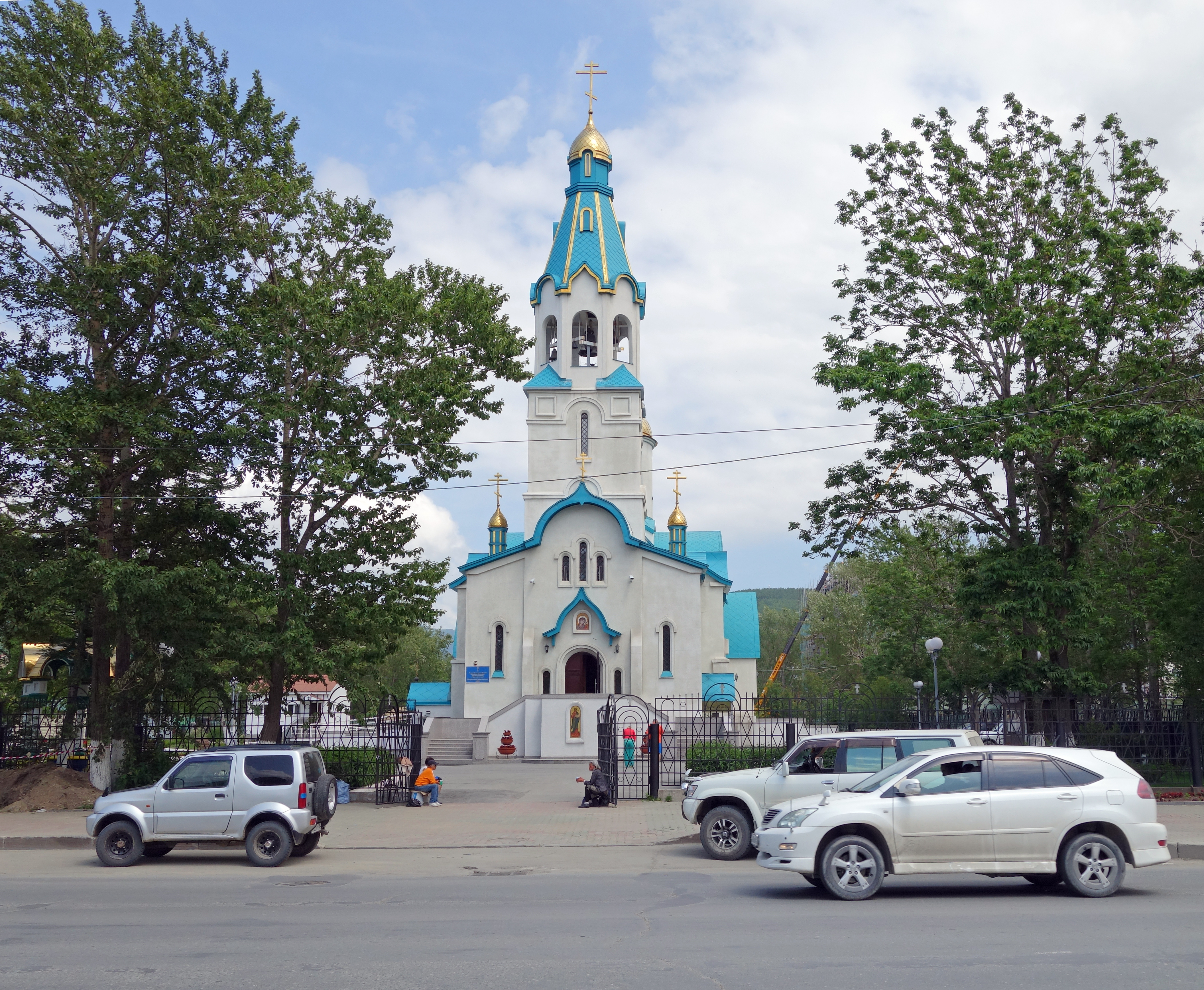
Sobór od frontu

Szczególną czcią otaczana jest w cerkwi kopia Kazańskiej Ikony Matki Bożej przekazana przez patriarchę moskiewskiego i całej Rusi Aleksego II. W świątyni przechowywane są również cząstki relikwii świętych Andrzeja Apostoła, Mikołaja, Pantelejmona, Aleksandra Newskiego, Jana Chryzostoma, metropolity moskiewskiego Filipa, Sawy Storożewskiego, Mikołaja Japońskiego, świętej Anastazji. W 2004 w świątyni wystawione były także relikwie świętych nowomęczennic wielkiej księżnej Elżbiety oraz riasofornej mniszki Barbary, przywiezionych z Jerozolimy i wystawianych w różnych cerkwiach Rosji.
W 2003 na terenie soboru umieszczono pomnik pamięci gubernatora obwodu sachalińskiego Igora Farchutdinowa, tragicznie zmarłego w wypadku śmigłowca.
9 lutego 2014 25-letni mężczyzna wszedł do soboru z bronią palną i zastrzelił dwie osoby – wiernego miejscowej parafii oraz mniszkę Ludmiłę pracującą w świątyni.